# María Guadalupe Cuenca de Moreno
Pour les articles homonymes, voir Cuenca et Moreno.
María Guadalupe Cuenca de Moreno, née en 1790 et morte le 1er septembre 1854, est une épistolière argentine d'origine bolivienne du XIXe siècle.

## Biographie
María Guadalupe Cuenca est née à Chuquisaca, en Bolivie, en 1790. Après la mort de son père, elle passe son enfance dans un couvent de sa ville natale.
Le 20 mai 1804, elle épouse Mariano Moreno qui sera très impliqué dans le premier gouvernement national de l’Argentine. Elle le rencontre alors qu'il étudie le droit en Bolivie. Le couple a un enfant et emménage dans la Calle de la Piedad à Buenos Aires, en Argentine. En 1811, quelques jours après le départ de Moreno pour l'Angleterre, Cuenca reçut une boîte contenant une paire de gants noirs, un éventail noir et un voile de deuil. Mais elle n'a jamais été informée de la mort de son mari en haute mer. En attendant des nouvelles de celui-ci, elle lui écrit une dizaine de lettres d'amour qui lui sont retournées non ouvertes,. Enrique Williams Álzaga les a ensuite compilées dans un livre intitulé Cartas que nunca llegaron (« Lettres qui ne sont jamais arrivées »). Après la mort de son mari, Cuenca élève son fils seule. Destituée, elle demande une pension au Triumvirat, et celui-ci accepte de lui verser une pension de 30 pesos. Elle meurt à Buenos Aires, le 1er septembre 1854 et est enterrée au cimetière de Recoleta.